# Michael Macchiavello

Zawodnik NC State Wolfpack

Michael Justin Macchiavello (ur. 24 grudnia 1994) – amerykański zapaśnik walczący w stylu wolnym.
Złoty medalista mistrzostw panamerykańskich w 2023 roku. 
Zawodnik Sun Valley High School z Monroe i North Carolina State University. All-American w NCAA Division I w 2018 roku, gdzie zajął pierwsze miejsce.